# 金光文右衛門
金光 文右衛門（かなみつ ぶんえもん）は、戦国時代から安土桃山時代にかけての武将。宇喜多氏家臣。知行は900石。本丸御番衆。
岡山城主金光宗高の息子として生まれる。生年は不明。嫡男とされ、金光太郎右衛門は弟に当たるとされる。元亀元年（1570年）、父宗高が宇喜多直家に切腹させられると、岡山城を明け渡し、直家に仕えた。天正8年（1580年）、備中国冠山城における毛利氏との戦いで勲功を挙げた。冠山城攻めの際に、勇猛で知られた毛利方の武将湯浅新蔵を討ち取っている。慶長5年（1600年）の関ヶ原の戦いで西軍についた宇喜多秀家が敗れた後、弟の太郎右衛門や甥の安兵衛と共に隠棲した。隠棲の地は『備前軍記』巻3や『吉備温故秘録』によると備前国御野郡古松村という。古松村は現在の岡山県岡山市東古松、西古松である。隠棲後の動静は分からない。没年も不明。